# Pupak (plićina)
Plićina Pupak (komiški Kalafot) nalazi se oko 700 metara istočno od hridi Galijule, najistočnije hridi u Palagruškom otočju. Ponekad, za velike oseke, ova hrid viri tik nad površinom, pa je u tim trenutcima ona, a ne Galijula, najjužnija točka Hrvatske.
Neposredno istočno od hridi Pupak nalazi se još jedna manja sika na tri metra dubine, ali je ona sastavni dio masiva Pupka. Postoji još nekoliko sika između Pupka i Galijule koje se zajednički nazivaju "Pličinama Bačvica".
Ime Pupak dobila je po tome što kada stanete na nju, more vam dosiže do pupka.

## Brodolomi
Plićina Pupak i hridi nedaleko od Palagruže, nalaze se na transjadranskom plovnom putu između istočne i zapadne obale Jadranskog mora, pa su u posljednja 2 i pol tisućljeća bile mjestom mnogih brodoloma. Jedan od njih je i antički brodolom, datiran u 1. stoljeće, iza kojeg je ostao teret keramičkog posuđa južnoitalskog tipa, mortaria i hispanskih amfora tipa Dressel 2-4, Richborough 527, Dressel 38 i Haltern 70.
Godine 2018., skupina hrvatskih istraživača pod vodstvom arheologa Jurice Bezaka otkrila je 2200 godina stari te gotovo potpuno očuvani plod masline, još uvijek s vidljivom teksturom ovojnice. Plod je pronađen u amfori grčko-italskog tipa, koje su se proizvodile tijekom trećeg i drugog stoljeća pr. Kr. i u kojima se, po dosadašnjim spoznajama, transportiralo vino.
Osim ploda masline, istraživači su otkrili i nekoliko u javnosti nepoznatih nalazišta antičkih i novovjekovnih brodoloma. Antički brodolom s 12 ingot olova, predstavlja prvi nalaz i dokaz takvog tipa tereta na ostacima antičkih brodova u hrvatskom podmorju. Među ostacima brodoloma pronađene su i amfore koje su se proizvodile u tadašnjoj rimskoj provinciji Hispaniji tijekom druge polovine prvog stoljeća pr. Kr.
Pronađena je i olupina mletačkog broda iz 16. stoljeća, na kojoj je pronađen veliki brončani top, nekoliko topova od kovanog željeza i ostaci drvene brodske konstrukcije.